# Hermann Wahlen
Hermann Jakob Wahlen (* 18. Juli 1901 in Bern; † 7. November 1990 in Burgdorf BE), reformiert, heimatberechtigt in Rubigen, war ein Schweizer Schriftsteller sowie Pädagoge.

## Leben
Der bei seinen Eltern, dem Sattler Johannes Wahlen und der Rosette geborene Burger, in Bern sowie auf dem Landwirtschaftsbetrieb seiner Großeltern in Entfelden aufgewachsene Hermann Wahlen erhielt eine Ausbildung zum Primarlehrer am Seminar Muristalden in Bern. Nachdem Wahlen seit 1922 an der Gesamtschule in Freimettigen unterrichtet hatte, absolvierte er eine Weiterbildung zum Sekundarlehrer in Bern und Paris.
1930 trat er eine Lehrerstelle an der Sekundarschule in Lützelflüh an, 1944 übernahm er als Schulinspektor die Betreuung der Amtsbezirke Aarwangen und Trachselwald, 1956 wechselte er in gleicher Funktion zu den Amtsbezirken Burgdorf und Wangen, 1970 wurde er in den Ruhestand verabschiedet.
Hermann Wahlen, der sich darüber hinaus in der Bildungskommission der Ökonomischen und Gemeinnützigen Gesellschaft des Kantons Bern (OGG) sowie in der Kommission für Bauernkultur des Schweizerischen landwirtschaftlichen Vereins (SLV) engagierte, war mit Margaritha, der Tochter des Landwirts Friedrich Rutschi, verheiratet. Er verstarb 1990 89-jährig in Burgdorf.
Hermann Wahlen trat als Verfasser von über 200 Publikationen, darunter Biografien, bildungsgeschichtlichen sowie bildungspolitischen Darstellungen, Jubiläumsschriften sowie heimatkundlichen und zeitkritischen Betrachtungen hervor. Sein Nachlass wird von der Burgerbibliothek Bern aufbewahrt.

## Werke (Auswahl)
- Heinrich Pestalozzi und Johann Rudolf Tschiffeli, A. Francke A.G., Bern, 1940
- Der Landwirtschaftliche Bildungsgedanke in der Schweiz: Ein Beitrag zur geschichtlichen Entwicklung des beruflichen landwirtschaftlichen Bildungswesens, A. Francke A.G., Bern, 1943
- Die allgemeine Fortbildungsschule: Entstehung, Organisation und Unterricht, Buchdruckerei Gassmann, Solothurn, 1961
- Bundesrat Rudolf Minger 1881–1955, Bauer und Staatsmann, 4. Ausgabe, Verbandsdruckerei, Bern, 1965
- Schweizerische Schul-Koordination, Ernst Ingold, Bern, 1969
- Bundesrat F. T. Wahlen, 2. Ausgabe, Buchverlag Verbandsdruckerei AB, Bern, 1975
- Hans Spreng, 1901–1975: Ein Bahnbrecher des Obstbaues und der Obstverwertung, Schweizerische Zentrale für Obstbau, 1976
- Bundesrat Gnägi zum 60. Geburtstag, Fischer, Bern, 1977
- Rudolf Schatzmann, 1822–1886: Ein Bahnbrecher der schweizerischen Land-, Alp- und Milchwirtschaft und ihres Bildungswesens, Buchverlag Fischer Druck, Bern, 1979 ISBN 3-85681-041-2.
- Rudolf Münger: Ein Berner Maler, 1862–1929: Leben und Werk, GS-Verlag, Bern, 1985 ISBN 3-7185-3056-2.